# 工藤治夫
工藤 治夫（くどう はるお、1939年6月1日 - ）は、日本の実業家。サンスター代表取締役会長などを務めた。

## 人物・経歴
愛媛県西条市出身。愛媛県立西条高等学校、大阪市立大学経済学部卒業後、1965年サンスター歯磨（現サンスター）入社。サンスターマーケティング代表取締役社長などを経て、2006年からサンスター取締役副会長を、2007年から同社代表取締役会長を務めるなどし、選択と集中による経営資源の配分を進めるなどした。